# Ален VIII де Роган

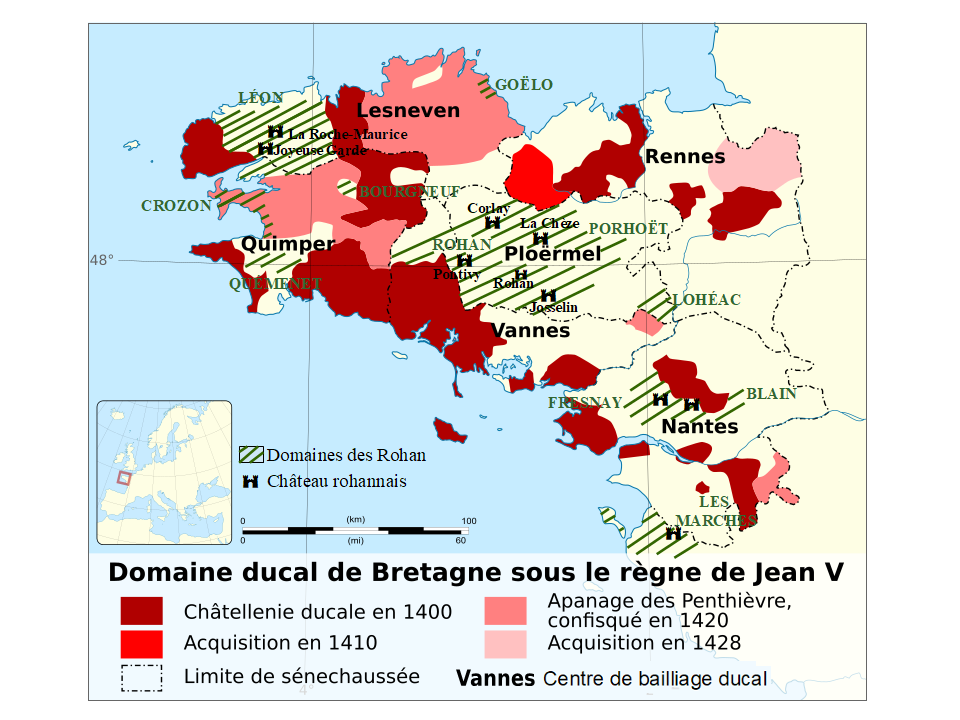
Владения Роганов в Бретани (заштрихованы зелёным)

Ален VIII (фр. Alain VIII de Rohan); около 1358/1360—1429) — французский государственный деятель, губернатор Бретани, виконт де Роган (с 1396). Граф де Пороэт и сеньор де Блен с 1407 (по правам жены).
Сын Жана I де Рогана и Жанны де Леон.
В 1380 году женился на Беатрисе де Клиссон, дочери Оливье де Клиссона (ум. 1407) и его первой жены Катерины де Лаваль, наследнице графства Пороэт, сеньории Блен и многих других владений отца.
В 1395 году Ален VIII воевал на стороне тестя с Жаном V, герцогом Бретани. В 1422 году специальным актом установил, что земли рода Роган не могут быть проданы, обменены или иным образом отчуждены. В 1420—1429 губернатор Бретани.
Сын:
- Ален IX, виконт де Роган, граф де Пороэт.